# Konklavist
Der Konklavist ist derjenige geistliche oder weltliche Gesellschafter, den ein Kardinal zur Bedienung während der Papstwahl mit sich ins Konklave nimmt.
Die Konklavisten müssen bei ihrem Eintritt die unverbrüchliche Verschwiegenheit geloben und dürfen nur bei gefährlichen Krankheiten vor erfolgter Papstwahl das Konklave verlassen. 
Man nennt auch diejenigen Konklavisten, die ein während des Konklaves erkrankter Kardinal zu sich rufen darf.